# Ciudad Bolívar
Ciudad Bolívar, anteriorment Angostura, es una ciutat de Veneçuela i la capital de l'Estat Bolívar al sud-est del país. El seu nom anterior era Santo Tomás de la Nueva Guayana de la Angostura del Orinoco i el juny de 1846 va ser rebatejada com Ciudad Bolívar. Té uns 380.953 habitants.
Dona nom a l'amarg d'Angostura.
Prop de la ciutat s'ubica el primer pont que es va construir sobre el Riu Orinoco, anomenat Pont d'Angostura.

## Història

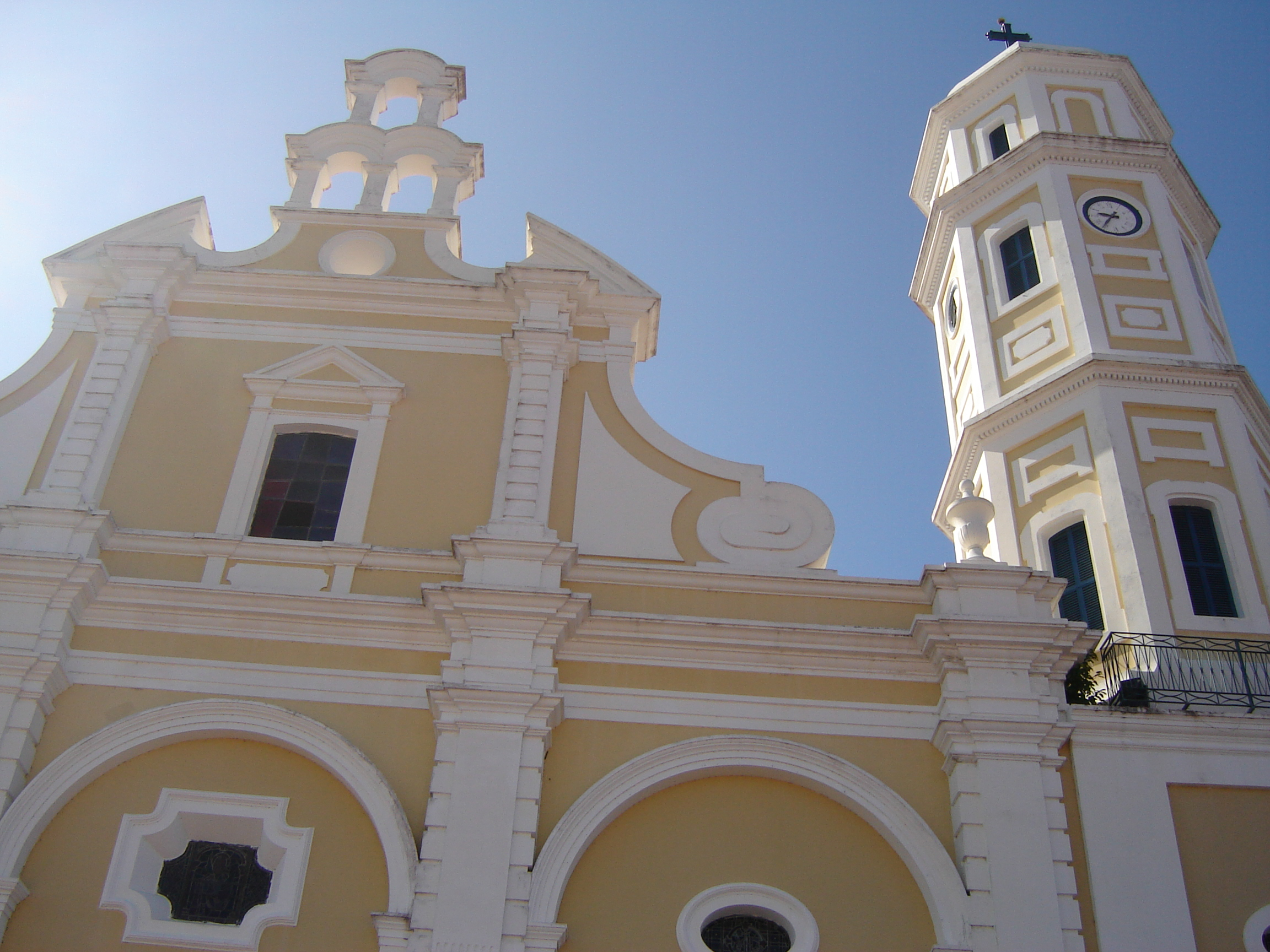
Catedral de Ciudad Bolívar

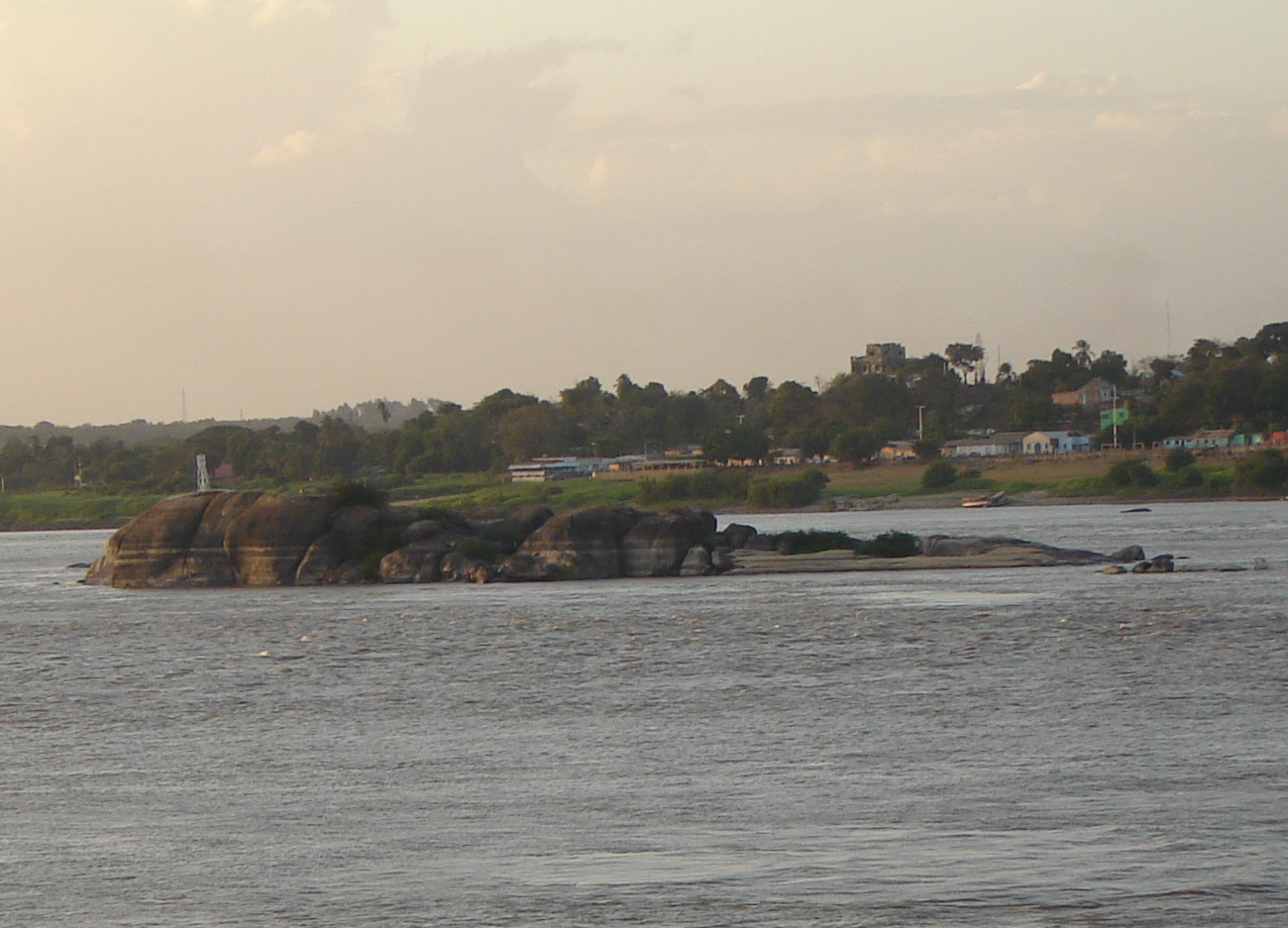
La Piedra del Medio, al riu Orinoco anomenat així per Alexander Humboldt

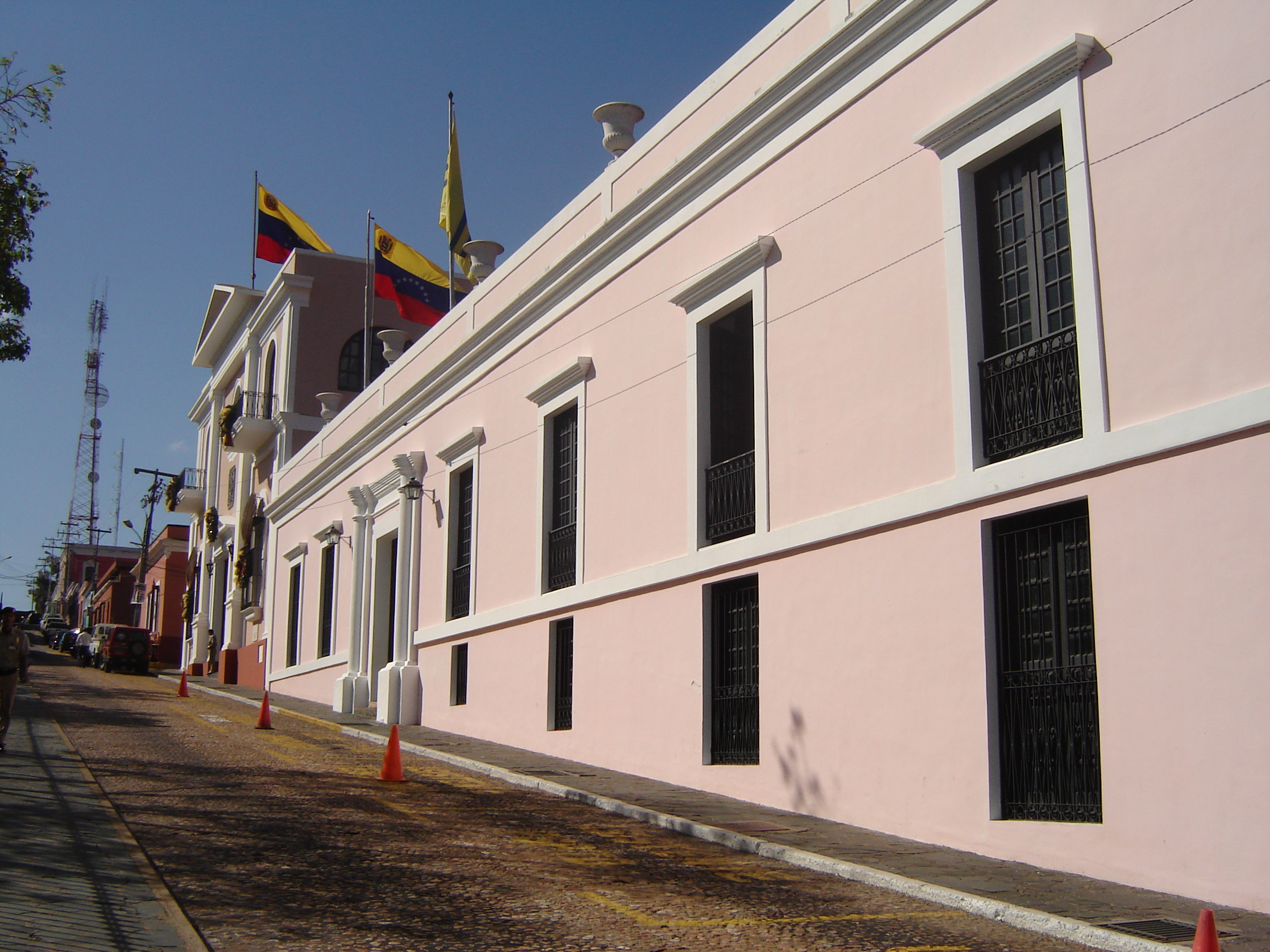
Casa del Congrés d'Angostura.

Ciudad Bolívar va ser fundada el 21 de desembre de 1595 per Don Antonio de Berrío, qui havia arribat amb la missió de poblar la Guaiana. La població es deia originàriament Santo Tomás de Guayana era un port fortificat que va tenir diversos canvis de lloc i va rebre molts atacs per part d'amerindis i de corsaris, entre ells Sir Walter Raleigh el 1617.
En 1764 troba un lloc definitiu en el sector més estret del riu Orinoco i per això esw va dir Santo Tomás de la Nueva Guayana de la Angostura del Orinoco, coneguda simplement com a Angostura.
El 1800, el baró Alexander von Humboldt i Aimé Bonpland visiten Angostura.

## Clima
Segons la classificació de Köppen, Ciudad Bolívar té un clima de sabana tropical (Aw) amb estació seca i estació humida. La seva temperatura mitjana anual és 28.5 °C (83.3 °F) la qual roman gairebé constant al llarg de l'any. La seva pluviometria mitjana anual és 977 mm (38.5 in). La insolació anual és de 2.900 hores.